# Decamorium uelense
Decamorium uelense is een mierensoort uit de onderfamilie van de Myrmicinae. De wetenschappelijke naam van de soort is voor het eerst geldig gepubliceerd in 1923 door Santschi.